# 조지프 실드크라우트

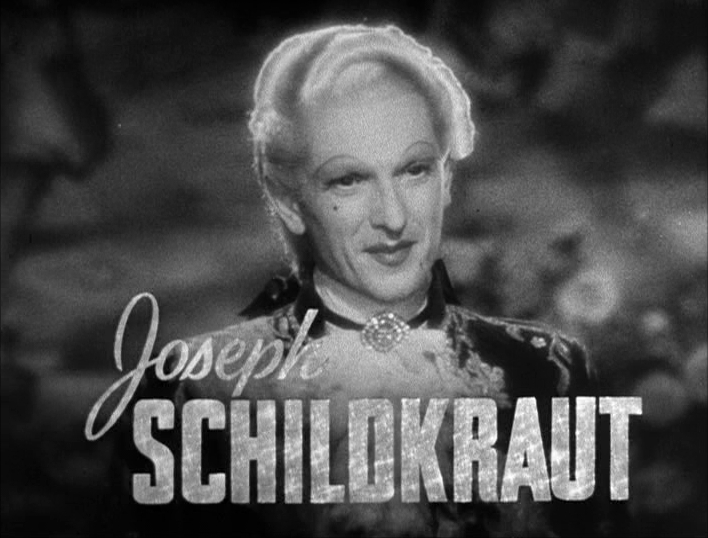

조지프 실드크라우트(Joseph Schildkraut, 1896년 3월 22일 ~ 1964년 1월 21일)는 미국의 각본가, 연극 배우, 영화배우, 텔레비전 배우, 배우, 연기이다.
빈에서 태어났으며 뉴욕에서 사망하였다. 사인은 심근 경색이다. 할리우드 포에버 공동묘지에 매장되었다.

## 영화
- 최고의 이야기 (1965년)
- 안네의 일기 (1959년)
- 선셋 77번가 (1958년)
- 노스웨스트 아웃포스트 (1947년)
- Monsieur Beaucaire (1946년)
- 블레임 오브 바바리 코스트 (1945년)
- 팬텀 라이더스 (1940년)
- 모퉁이 가게 (1940년)
- 레이디 오브 더 트로픽스 (1939년)
- 바보의 기쁨 (1939년)
- 더 레인스 케임 (1939년)
- 삼총사 (1939년)
- 철가면 (1939년)
- 마리 앙투아네트 (1938년)
- 수에즈 (1938년)
- 소울스 앳 씨 (1937년)
- 에밀 졸라의 생애 (1937년) - 알프레드 드뤼퍼스 역
- 가든 오브 알라 (1936년)
- 십자군 (1935년)
- 비바 빌라! (1934년)
- 클레오파트라 (1934년)
- 쇼 보트 (1929년)
- 왕중왕 (1927년)
- 풍운의 고아 (1921년)